# Grayson Murray
Grayson Murray (* 1. Oktober 1993 in Raleigh, North Carolina; † 25. Mai 2024 in Palm Beach Gardens, Florida) war ein US-amerikanischer Profigolfer. Er gewann mit den Barbasol Championship 2017 und den Sony Open 2024 auf Hawaii zwei PGA-Tour-Events.

## Leben
Murray begann bereits als Jugendlicher im Golfsport aktiv zu werden. In den Jahren 2006 bis 2008 gewann er dreimal hintereinander die Callaway Junior World Championships und war der bestplatzierte Golfer seiner Altersgruppe.
2016 erhielt er eine Sponsoreneinladung zu dem Rex Hospital Open, einem Turnier der Korn Ferry Tour in der Nähe seiner Heimatstadt Raleigh, North Carolina. Seine dortige Top-10-Platzierung verhalf ihm zu weiteren Starts und letztlich zu seinem Durchbruch als professioneller Golfspieler. Mit einem Sieg bei der Nationwide Children’s Hospital Championship erreichte er den zweiten Platz auf der Korn Ferry Tour-Geldliste und sicherte sich den Aufstieg zur PGA Tour für die Saison 2016/17. 2017 gewann er hier die Barbasol Championship.
Nach persönlichen wie sportlich schwierigen Jahren fand Murray 2023 zu seiner alten Form zurück und gewann zwei Turniere der Korn Ferry Tour, was ihm die Rückkehr in die PGA Tour ermöglichte. Anfang der Saison 2024 gewann er die Sony Open in Hawaii und erzielte damit seinen zweiten Sieg eines Turniers der PGA Tour.
Murray starb am 25. Mai 2024 in seinem Haus in Palm Beach Gardens, Florida, im Alter von 30 Jahren. Am Vortag hatte er seine Teilnahme an der Charles Schwab Challenge in Fort Worth, Texas, mit der Begründung einer Krankheit zurückgezogen. Am nächsten Tag bestätigten seine Eltern, dass er durch Suizid gestorben war. Die Spieler der Tour ehrten Murray, indem sie während der Endrunde der Charles Schwab Challenge rot-schwarze Bänder trugen. Murray hatte diese Farben zuvor als Hommage an die Carolina Hurricanes getragen, von denen er ein Fan war.